# Wikipedia en chino
Wikipedia en chino (en chino tradicional, 中文維基百科; en chino simplificado, 中文维基百科; pinyin, wéijī bǎikē) es la edición en idioma chino de  Wikipedia. Iniciada en octubre de 2002, en este instante cuenta con 1 469 825 artículos y 3 440 067 usuarios. Estas cifras la sitúan en el puesto decimoquinto de la Wikipedia por número de artículos.

## Nombre
El nombre de la versión china de Wikipedia (chino tradicional: 維基百科, chino simplificado: 维基百科, pinyin: wéijī bǎikē, literalmente "enciclopedia wiki") se decidió el 21 de octubre de 2003, tras una votación. La transcripción al chino del término "wiki" consta de dos caracteres: wéi (t. 維, s. 维), cuyo significado original como morfema chino es el de "red de pescar" o "fibra", utilizado aquí en alusión a Internet; y jī (基), que significa "base" o "fundamento". La segunda parte del nombre, bǎikē (百科), es abreviatura de la palabra china "enciclopedia" bǎikē quánshū (t. 百科全書, s. 百科全书), que significa literalmente "libro completo de las cien (es decir, múltiples) materias".
Además de wéijī (t. 維基, s. 维基), se han propuesto otras transcripciones en caracteres chinos para el concepto tecnológico de "wiki", tales como wéikè (t. 維客, s. 维客) o wéijì (t. 圍紀, s. 围纪). Los proyectos de la fundación Wikimedia utilizan siempre la primera forma, por lo que en el uso actual en chino, el término wéijī suele asociarse a Wikimedia.
Wikipedia en chino utiliza también un subtítulo en chino clásico: Hǎi nà bǎi chuān, yǒu róng nǎi dà (t. 海納百川，有容乃大, s. 海纳百川，有容乃大), que significa "El mar recibe a cien ríos, y a todos los acoge. Tal es su grandeza". Este símil entre el mar y la inmensidad del conocimiento humano utiliza también el numeral 100 como sinónimo de "numeroso", recurso muy habitual en chino, y es la primera mitad de un famoso pareado compuesto por el funcionario y poeta de la dinastía Qing Lin Zexu.

## Comunidad
Wikipedia en chino reúne a participantes de orígenes muy diversos. Según estadísticas de marzo de 2005, un 46% de los usuarios se conectan desde China continental, un 22% desde América del Norte, un 12% desde Taiwán, un 9% desde Hong Kong, un 3% desde Japón, un 3% desde Europa, un 2% desde el sureste asiático y un 3% desde otras partes del mundo.
Las áreas de conocimiento con mayor desarrollo en Wikipedia en chino corresponden a temas de historia, cultura y geografía de China. La presencia dispar de las nuevas tecnologías informáticas en las diferentes regiones de lengua china explica que la profundidad de los artículos sobre Hong Kong, Taiwán, Macao y Singapur, así como sobre las regiones costeras de la China continental, sea muy superior a la de artículos sobre las zonas menos desarrolladas económicamente de China, de las que proceden muy pocos usuarios.
Los temas que provocan más conflictos y discusiones son aquellos directamente relacionados con la política china y las relaciones entre Taiwán y la República Popular. Por ejemplo, los artículos sobre el independentismo taiwanés o sobre las protestas de la Plaza de Tian'anmen de 1989 han provocado muchas guerras de ediciones y bloqueos de páginas. Especialmente problemáticos han sido los artículos sobre el movimiento Falun Gong dada la diversidad de opiniones respecto a este grupo, muy crítico con el Partido Comunista de China, y considerado una secta destructiva por sus detractores y un movimiento espiritual pacífico por sus defensores. A diferencia de lo que ocurre con estos temas directamente relacionados con China, otros asuntos de ámbito internacional que han sido motivo de disputas y guerras de ediciones en otras ediciones de Wikipedia, como el conflicto árabe-israelí, apenas han suscitado problemas en la versión china de Wikipedia.
Junto con el punto de vista neutral, Wikipedia en chino intenta evitar el sinocentrismo habitual en muchas enciclopedias impresas chinas. Por ello, en aras de una descripción neutral, se evitan términos como wǒ guó (t. 我國, s. 我国), "nuestro país", forma habitual de referirse a China, o běn gǎng (本港), "este puerto", expresión utilizada con frecuencia para referirse a Hong Kong en la prensa de ese territorio.
En marzo de 2006, Wikipedia en chino contaba con 65 bibliotecarios: 23 establecidos en China continental, nueve en los Estados Unidos, ocho en Hong Kong, ocho en Taiwán, seis en Canadá, dos en el Reino Unido, uno en Singapur, uno en Francia, uno en Alemania, uno en Malasia, uno en Japón, y cuatro en localidades no especificadas.
Hasta la fecha, los wikipedistas chinos han organizado las siguientes reuniones:
- Pekín (25 de julio de 2004)
- Taipéi (4 de septiembre de 2004)
- Taipéi (4 de diciembre de 2004)
- Pekín (5 de diciembre de 2004)
- Taipéi (5 de marzo de 2005)
- Shanghái (6 de mayo de 2005)
- Taipéi (25 de junio de 2005)
- Hsinchu, Taiwán (3 de septiembre de 2005)
- Hong Kong (18 de septiembre de 2005) (de las Wikipedias en chino y en inglés)
- Shanghái (5 de noviembre de 2005)
- Pekín (14 de noviembre de 2005)
- Danshuei, Taiwán (10 de diciembre de 2005)
- Hong Kong (21 de enero de 2006)
- Tainan, Taiwán (3 de febrero de 2006)
- Taipéi (19 de marzo de 2006)

## Conversión automática entre caracteres simplificados y tradicionales

### Situación inicial
La existencia de dos sistemas estándar de escritura del chino, el chino simplificado y el chino tradicional, llevó en un primer momento a la creación de dos versiones diferentes de Wikipedia en lengua china, bajo los códigos "zh-cn" y "zh-tw". Por lo general, los usuarios de China continental utilizaban la versión en chino simplificado, mientras que los usuarios de Hong Kong, Macao y Taiwán utilizaban la versión en chino tradicional. Aunque algunos usuarios intentaban mantener sincronizadas las versiones de los artículos en ambas wikipedias, la falta de coordinación y de comunicación directa entre las dos wikipedias hacía difícil mantener los artículos sincronizados, y la divergencia entre ambas versiones iba en aumento.

### Solución
Para evitar esta fragmentación de los esfuerzos por escribir una Wikipedia en lengua china, en enero de 2005 se introdujo un mecanismo mediante el cual una herramienta de software instalada en los servidores permite la conversión automática entre ambos sistemas de caracteres. Los usuarios no registrados pueden leer todos los artículos en versión simplificada, tradicional o en la forma original, en la que pueden aparecer ambos sistemas mezclados debido a las ediciones de diferentes usuarios. Un sistema de tres pestañas en la parte superior de los artículos permite cambiar la versión. Los usuarios registrados pueden elegir el tipo de caracteres que desean en sus preferencias personales, con lo que ven todo el texto en un único sistema.
La conversión entre ambos estándares es un problema técnico complejo, pues a veces la relación entre caracteres de ambos sistemas no es biunívoca (por ejemplo, el carácter simplificado 后 puede corresponder a dos caracteres tradicionales, 后 o 後, dependiendo del contexto). También hay transcripciones de nombres propios extranjeros que son diferentes en China continental y en Taiwán, Hong Kong y Macao. La conversión se efectúa a través de unas tablas de equivalencias que pueden ser editadas por los bibliotecarios. Además, el propio software de MediaWiki permite indicar manualmente, mediante códigos en los propios artículos, diferencias ente ambos sistemas, de modo que un determinado carácter se visualice de una manera en la versión simplificada y de otra manera en la versión tradicional.
Estas diferencias entre estándares dan lugar a cuatro opciones para las preferencias de usuario:
- zh-cn (China continental, caracteres simplificados con el léxico propio de esta región)
- zh-sg (Singapur, caracteres simplificados con el léxico propio de esta región)
- zh-tw (Taiwán, caracteres tradicionales con el léxico propio de esta región)
- zh-hk (Hong Kong y Macao, caracteres tradicionales con el léxico propio de estos territorios)

Los títulos de las páginas están sometidos a un sistema de redirección automática, por lo que los usuarios pueden buscar los artículos de manera indistinta en caracteres simplificados o tradicionales.
La otra principal enciclopedia china en Internet, Baidu Baike, mencionada más adelante en este artículo, utiliza exclusivamente el sistema estándar de caracteres simplificados de la China continental, según el estándar de codificación "GB 2312" para chino simplificado, a diferencia de MediaWiki, que utiliza "UTF-8".

## Historia
Wikipedia en chino fue creada en mayo de 2001 junto con otras doce versiones de Wikipedia, aunque permaneció sin artículos durante muchos meses.
En octubre de 2002 el usuario Ghyll (actualmente User:Mountain) escribió la primera página en lengua china: la portada. Mountain fue también el primer usuario registrado en Wikipedia en chino. Una actualización de software el 27 de octubre de 2002 pasó a permitir la introducción directa de texto en chino desde teclado. El 17 de noviembre de 2002, Mountain tradujo el artículo en:Computer Science de Wikipedia en inglés, creando zh:计算机科学, el primer artículo enciclopédico de Wikipedia en chino.
En sus primeros momentos, la mayor parte de los artículos en Wikipedia en chino eran traducidos de la versión en inglés de Wikipedia. Los primeros cinco bibliotecarios zh:User:Samuel, zh:User:Menchi, zh:User:Lorenzarius, zh:User:Formulax y zh:User:Shizhao fueron nombrados el 14 de junio de 2003. Shizhao, además de encargarse de tareas de mantenimiento, tuvo un papel destacado en el levantamiento del primer bloqueo que sufrió Wikipedia en la China continental, en junio de 2004.
La primera mención a Wikipedia en la prensa de la China continental fue en el Diario de formación informática de China (中国电脑教育报) el 20 de octubre de 2003 en un artículo titulado "Yo también voy a escribir una enciclopedia" (我也来写百科全书). El 16 de mayo de 2004, apareció la primera mención conocida en uno de los principales diarios de Taiwán, en un artículo en el China Times (中國時報). Desde entonces, han sido numerosas las referencias a Wikipedia en los medios de comunicación, y varios bibliotecarios han sido entrevistados por periodistas.

### Bloqueo de Wikipedia
La República Popular China y los proveedores de servicios de Internet mantienen una política de bloqueo de sitios web cuyos contenidos puedan violar leyes nacionales o amenacen la seguridad del Estado. Esto incluye sitios web con contenidos de pornografía o violencia, pero también páginas con contenidos políticos y de información. Los sitios web de Wikimedia han sido sometidos a bloqueo en todo el territorio de la República Popular China, excepto Hong Kong y Macao, al menos en cuatro ocasiones, la última de las cuales se extiende hasta el momento actual. 
El primer bloqueo transcurrió entre el 2 y el 21 de junio de 2004. Comenzó cuando el acceso a Wikipedia en chino desde Pekín fue bloqueado durante el 15º aniversario de las protestas de la Plaza de Tian'anmen de 1989.
Posiblemente en relación con este mismo hecho, el 31 de mayo se publicó un artículo del servicio de noticias IDG News Service (), en el que se discutía el tratamiento dado en el artículo de Wikipedia a las protestas de 1989. Se mencionaba también la presencia en Wikipedia de artículos sobre el independentismo taiwanés, a los que pueden contribuir, sin ningún tipo de restricción, usuarios de Taiwán y otras partes del mundo. Varios días después del bloqueo de Wikipedia en chino, se interrumpió el acceso desde la China continental a todos los proyectos de Wikimedia. En respuesta a esta situación, dos bibliotecarios prepararon una solicitud para pedir que se levantara el bloqueo. Esta solicitud fue presentada a sus proveedores de Internet para que se la hicieran llegar a las autoridades. Entre el 17 y el 21 de junio de 2004, las páginas de Wikimedia volvieron a estar accesibles desde toda China.
Este primer bloqueo afectó a la vitalidad de Wikipedia en chino, que sufrió descensos en varios parámetros estadísticos, tales como la incorporación de usuarios nuevos, el número de artículos nuevos y el número de ediciones de artículos. En algunos casos, se necesitaron entre seis y doce meses para volver a las cifras de mayo de 2004.
La segunda suspensión del acceso a Wikipedia, menos importante que la anterior, se desarrolló entre el 23 y el 27 de septiembre de 2004. Durante estos cuatro días, el acceso a Wikipedia fue inestable o inexistente para muchos usuarios en la China continental. En todo caso, este bloqueo no tuvo el carácter sistemático del primero y algunos usuarios no llegaron a verse afectados por el mismo. La razón concreta de este bloqueo es desconocida, pues en este caso no coincidió con ninguna efeméride ni con ninguna polémica concreta. Algunos wikipedistas chinos comenzaron a preparar una nueva petición dirigida a las autoridades, pero la reanudación del acceso normal en solo cuatro días hizo innecesaria la iniciativa.
El tercer bloqueo comenzó el 19 de octubre de 2005, y se prolongó hasta el 10 de noviembre de 2006 para Wikipedia en chino, mientras que los demás sitios de Wikimedia, como las versiones de Wikipedia en otras lenguas, pasaron a estar accesibles un mes antes, el 10 de octubre. En un principio se pensó que podía tratarse de un bloqueo breve, como los anteriores, pero el transcurso de los meses hizo temer que las autoridades chinas no tuvieran intención de permitir el acceso a Wikipedia a corto plazo. La libertad de edición de artículos y la accesibilidad de ésta a personas en todo el mundo hacen que la información de Wikipedia no pase por los canales de control a que están sometidos los medios impresos tradicionales en la República Popular China, y este carácter de Wikipedia puede haber sido interpretado como contrario a las leyes sobre información del Estado. En cualquier caso, en la República Popular China no ha habido nunca ningún reconocimiento oficial de estos bloqueos de los sitios de Wikimedia. Como en el caso de otros casos significativos de censura, como el de la página web británica BBC News, la inaccesibilidad de estas páginas es confirmada por usuarios de Internet en China, pero no hay ninguna explicación oficial sobre estos bloqueos.
Apenas una semana después del levantamiento del bloqueo de la Wikipedia en chino, y después de que los medios de comunicación fuera de China dedicaran una gran atención al aparente cambio de actitud de las autoridades chinas, el 17 de noviembre de 2006 se reanudaba el bloqueo, de nuevo total, de todos los sitios web de la fundación Wikimedia. La falta de explicaciones oficiales hacen imposible saber si el levantamiento del bloqueo y su posterior reanudación se debieron a causas políticas o a cuestiones técnicas.
Bajo el bloqueo, los usuarios más activos consiguen conectarse a Wikipedia en chino a través de servidores proxy que eluden los filtros puestos en marcha por los proveedores chinos de Internet. La falta de acceso directo, sin embargo, ha frenado la incorporación de nuevos usuarios a Wikipedia en chino, y mantiene alta la proporción de usuarios de otros territorios, como Taiwán y Hong Kong, en el proyecto. La incorporación de usuarios se disparó durante el breve paréntesis en el último bloqueo.
Se ha reportado que desde abril de 2008 Wikipedia ha sido desbloqueada en China continental, salvo la versión en chino que ha comenzado a estar disponible en el país desde julio de 2008.

### Bǎidù Bǎikē
Durante el periodo en el que el acceso a las páginas de Wikimedia se encontraba bloqueado en la China continental, el buscador de Internet Baidu, uno de los más populares en la China continental, lanzó una enciclopedia en línea cuyos artículos pueden ser editados por usuarios registrados. El nombre de esta enciclopedia es Bǎidù Bǎikē (百度百科), nombre a veces traducido al español y a otras lenguas europeas como baidupedia, pues combina el nombre del buscador, bǎidù (百度, "cien grados"), con el término bǎikē (百科), que forma parte de la palabra china para "enciclopedia".
El proceso de edición de Bǎidù Bǎikē es muy diferente, sin embargo, al de Wikipedia, ya que las ediciones deben ser revisadas por administradores del sistema antes de que sean incorporadas al texto de los artículos. El sistema no es, por ello, un sistema wiki.
Bǎidù Bǎikē fue puesta en marcha el 20 de abril de 2006, y en pocos días superó el número de artículos de Wikipedia en chino. Muchos usuarios chinos de Wikipedia han acusado a Bǎidù Bǎikē de copiar artículos enteros de Wikipedia sin reconocer el origen del texto, en violación de la licencia GFDL. Además, en los artículos de Bǎidù Bǎikē es difícil encontrar menciones a temas controvertidos, y el sistema se vuelve automáticamente inaccesible cuando se hacen búsquedas de términos como "democracia" o "Falun Gong". Esto último ha sido también confirmado por usuarios fuera de China.

## Fechas claves
- 21 de septiembre de 2006: La Wikipedia en chino alcanza los 90 000 artículos.
- 12 de noviembre de 2006: La Wikipedia en chino alcanza los 100 000 artículos.
- 2 de febrero de 2009: La Wikipedia en chino alcanza los 220 600 artículos.
- 28 de marzo de 2010: La Wikipedia en chino alcanza los 300 000 artículos.
- 9 de febrero de 2012: La Wikipedia en chino alcanza los 400 000 artículos.
- 14 de julio de 2012: La Wikipedia en chino alcanza los 500 000 artículos.
- 13 de junio de 2013: La Wikipedia en chino alcanza los 700 000 artículos.
- 12 de diciembre de 2014: La Wikipedia en chino alcanza los 800 000 artículos.
- 11 de septiembre de 2016: La Wikipedia en chino alcanza los 900 000 artículos.
- 14 de abril de 2018: La Wikipedia en chino alcanza el 1 000 000 de artículos
- 22 de enero de 2024: La Wikipedia en chino alcanza el 1 400 000 artículos